# Zuzana Čaputová

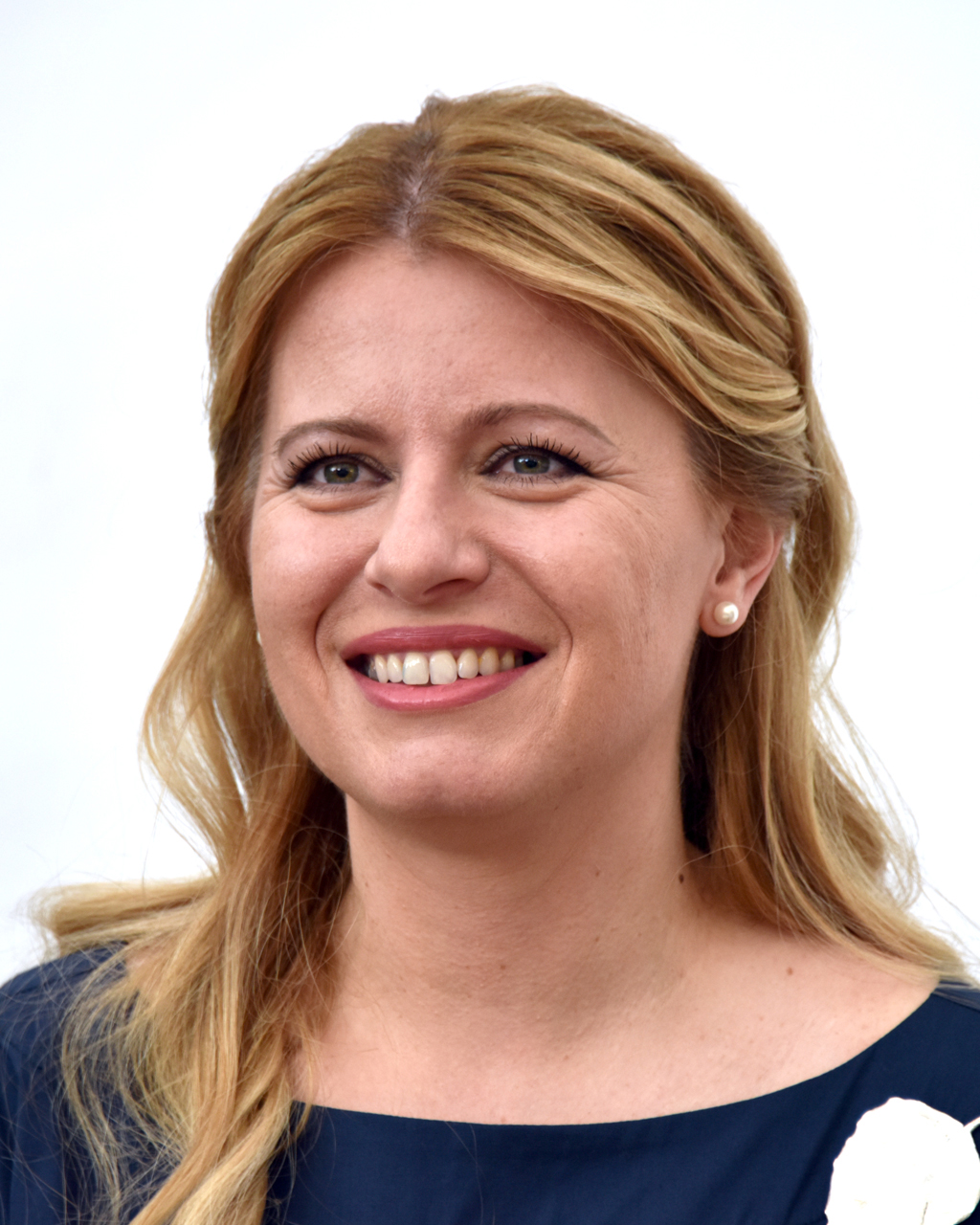
Zuzana Čaputová (2019)

Zuzana Čaputová [ˈzuzana ˈtʃaputɔʋaː], geborene Strapáková (* 21. Juni 1973 in Bratislava, Tschechoslowakei), ist eine slowakische Juristin, Umweltaktivistin und sozialliberale Politikerin. Die ehemalige stellvertretende Vorsitzende der Bewegung Progresívne Slovensko (Fortschrittliche Slowakei) siegte 2019 in den Präsidentschaftswahlen war vom 15. Juni 2019 bis zum 15. Juni 2024 die Präsidentin der Slowakei.

## Werdegang
Čaputová studierte Rechtswissenschaften an der Comenius-Universität Bratislava. Ihren Abschluss erlangte sie im Jahr 1996. Nach ihrer akademischen Ausbildung arbeitete sie einige Jahre in der Regionalbehörde der Kleinstadt Pezinok, erst als Mitarbeiterin der Rechtsabteilung, später im Führungsgremium der Stadtverwaltung. 2010 gründete sie eine Anwaltskanzlei.
Zwischen 2001 und 2017 arbeitete Čaputová bei Via Iuris, einer Bürgervereinigung, als Rechtsanwältin (seit 2010). In Pezinok stand sie über zehn Jahre lang an vorderster Front einer Bürgerinitiative gegen die Genehmigung einer weiteren Abfalldeponie, die die Verschmutzung von Boden, Luft und Wasser in der Stadt und ihren Nachbargebieten verschlimmert hätte. Der Kampf gegen die Abfalldeponie gipfelte 2013 in der Entscheidung des Obersten Gerichts der Slowakei, welches die Betriebsgenehmigung der neuen Abfalldeponie rückwirkend für nichtig erklärte, da diese gegen Umweltnormen verstoßen hatte.
Gegen Amnestien, die der ehemalige Premierminister Vladimír Mečiar 1998 durchgesetzt hatte, trat sie in Zusammenarbeit mit der Nichtregierungsorganisation Open Society Foundations ein. Nach einer Petition gegen dieselben machte der Nationalrat einen Rückzieher und unterließ deren Aufhebung. 2016 erhielt Čaputová für ihre Aktivitäten im Umweltschutz den Goldman Environmental Prize.
Čaputová ist Mutter zweier Kinder. Bis zum Jahr 2018 war sie mit Ivan Čaputa verheiratet. Sie lebt mit dem Musiker, Fotografen und Autor Peter Konečný zusammen.

## Politik
Zuzana Čaputová trat in die 2017 gegründete sozialliberale Partei Progresívne Slovensko (Fortschrittliche Slowakei) ein und wurde im Januar 2018 beim ersten Konvent der Partei zur Vizevorsitzenden gewählt. Nach der Bekanntgabe des Präsidentschaftswahlergebnisses von 2019 trat sie als stellvertretende Vorsitzende der Partei zurück und kündigte an, auch die Mitgliedschaft ruhen zu lassen.
Sie setzt sich für die Minderheiten der Roma und der Ungarn in der Slowakei ein sowie für Adoptionsrecht für gleichgeschlechtliche Paare. In ihrem Programm steht auch der Kampf gegen die Korruption. Sie engagierte sich stark für die Aufklärung des Mordes an dem slowakischen Journalisten Ján Kuciak und seiner Verlobten Martina Kušnírová im Jahr 2018.

### Politische Präferenzen
Auch wenn sie als Präsidentin vorwiegend repräsentative Aufgaben hat, gibt es zahlreiche Punkte, die man als Wahlprogramm bezeichnen kann. Sie vertritt eine pro-europäische Position und hat sich für folgende Standpunkte ausgesprochen:
- Gerechtigkeit für alle, was auch einige Verbesserungen im Bereich Rechtswesen, Gerichtsbarkeit u. ä. voraussetzt; hierzu gehört auch die Gleichbehandlung nationaler Minderheiten (Ungarn, Roma)
- konsequenter Umweltschutz
- sie deutete an, dass sie das Adoptionsrecht für eingetragene Partnerschaften ernsthaft anstreben möchte, also eine weitere Gleichberechtigung gleichgeschlechtlicher Paare
- Liberalisierung des Abtreibungsparagraphen

## Präsidentschaftswahlen 2019
Bei den slowakischen Präsidentschaftswahlen 2019 kandidierte Čaputová für die Partei Progresívne Slovensko. Nachdem der Wissenschaftler Róbert Mistrík Ende Februar 2019 auf eine eigene Kandidatur verzichtet und ihre Wahl empfohlen hatte, galt sie als Favoritin. Sie gewann den ersten Wahlgang am 16. März 2019 mit 40,60 Prozent der abgegebenen Stimmen, den zweitstärksten Stimmenanteil erhielt der EU-Kommissar Maroš Šefčovič, der von der Regierungspartei Smer – sociálna demokracia unterstützt wurde. Die beiden Kandidaten gingen am 30. März 2019 in die Stichwahl. Im zweiten Wahlgang erhielt Zuzana Čaputová (bei einer Wahlbeteiligung von knapp 42 %) 58,40 Prozent der Stimmen, Maroš Šefčovič 41,59 Prozent. Sie trat das Amt am 15. Juni 2019 an.
Im Juni 2023 sagte sie, sie werde bei der Präsidentschaftswahl 2024 nicht mehr antreten, weil ihr die Kraft für ein weiteres Mandat fehle. Ihre Amtszeit werde sie aber bis zu ihrem Ende im Juni 2024 ausfüllen, was dann auch geschah. Ihr Nachfolger ist Peter Pellegrini.

## Ehrungen
- Schwarzkopf-Europa-Preis der Schwarzkopf-Stiftung Junges Europa 2023[24]
- Kaiser-Otto-Preis der Stadt Magdeburg 2023[25]